# Carol Alt
Carol Ann Alt (New York, 1º dicembre 1960) è una supermodella, attrice e scrittrice statunitense.

## Biografia
Nasce a Flushing, nel quartiere Queens di New York, da Muriel, fotomodella e impiegata di una compagnia aerea, e da Anthony, comandante dei vigili del fuoco. La sua famiglia ha origini tedesche, irlandesi e belghe. Un suo fratello, Anthony Ted Jr., morì nel 2005 a 50 anni per un infarto.
Viene scoperta all'età di 18 anni mentre lavora come cameriera a East Williston, Long Island, venendo indotta alla carriera di modella da Giovanni Lunardi. Lanciata come modella negli Stati Uniti d'America da una copertina di Sports Illustrated nel 1982, intraprende poi una carriera cinematografica in Italia grazie a Carlo ed Enrico Vanzina, interpretando in seguito numerosi film e spot pubblicitari negli anni ottanta e novanta. Negli anni ottanta è comparsa su più di 500 copertine, diventando così una delle modelle più celebri della sua generazione. Tra le riviste che la ospitano, figurano: Vogue, Vogue Paris, Vogue Italia, Vogue UK, Mademoiselle, Elle e Cosmopolitan. È stata inoltre insignita del titolo "The Face" da Life. Al culmine della sua popolarità è stata il testimonial per le campagne pubblicitarie di Diet Pepsi, General Motors, Cover Girl Cosmetics, Noxzema, Hanes, Givenchy e altri. È stata inoltre la prima modella a produrre i propri calendari e poster.

Carol Alt nel film Via Montenapoleone (1987)

Dopo aver preso parte a un episodio della soap opera Capitol nel 1982 e aver esordito al cinema nel film Portfolio del 1983, diretto da Robert Guralnick, negli anni ottanta è Carlo Vanzina a credere in lei e a lanciarla in Italia facendole interpretare le pellicole da lui dirette: Via Montenapoleone (1987) e I miei primi 40 anni (1987). In particolare nel secondo interpreta Marina Ripa di Meana in un film tratto dall'omonimo celebre libro autobiografico scritto dalla stessa. Nel 1989 prende parte al film Mortacci, diretto da Sergio Citti, interpretando la parte di Alma.
Nel 1994 interpreta il ruolo ricorrente di Kelly LaRue nella serie televisiva Thunder in Paradise, partecipando così a 22 episodi della fiction. Nel 1995 si dedica occasionalmente alla musica cantando il brano dance house As One in the World, pubblicato in Italia in singolo a 12" dall'etichetta discografica Dig It International. Nel 1997 è nuovamente al cinema, interpretando l'agente Monica McBride a fianco di Matt McColm nel film d'azione The Protector. Tra il 1999 e il 2000 riveste i panni di Karen Oldham, ruolo ricorrente in 22 episodi della serie televisiva Amazon, scritta da Peter Benchley. Ha avuto numerosi altri ruoli minori in varie serie televisive, compresa Wings (1990) e ha doppiato Marci nella serie televisiva animata King of the Hill (1998).

Carol Alt in passerella per Les Copains a Milano nel 1997

Nel 2004 interpreta un ruolo principale nel film per la televisione canadese Creature del terrore (Snakehead Terror), a fianco di Bruce Boxleitner. Nel 2007 appare in sei episodi della seconda stagione della serie televisiva Caterina e le sue figlie, interpretando il ruolo di Ines Tramonti, e nel film per la televisione diretto da Carlo Vanzina Piper, dove interpreta il ruolo della marchesa Eleonora Cafiero, entrambi trasmessi da Canale 5. Quest'ultimo ruolo verrà ripreso nel 2009, nella miniserie televisiva omonima, spin-off del film, diretta da Francesco Vicario e trasmessa sempre su Canale 5. Nel 2008, all'età di 47 anni, posa per la prima volta nuda per la rivista Playboy, dopo essersi rifiutata per tutta la sua carriera di spogliarsi davanti all'obiettivo e facendosi sempre sostituire da controfigure nelle scene di nudo. Nello stesso anno fonda la linea di prodotti di bellezza Raw Essentials, in società con Philip Masiello e Steven Krane. Nel 2009 partecipa come concorrente al programma televisivo di Rai 1 Ballando con le stelle, in coppia con il ballerino Raimondo Todaro. 
Tra il 2010 e il 2015 pubblica diversi libri sul tema del crudismo, regime alimentare basato sull'esclusivo consumo di cibi crudi, di cui è un'accesa sostenitrice. Nel 2012 compare in una breve apparizione nel film di Woody Allen To Rome with Love. Da settembre 2013 conduce una trasmissione per l'emittente statunitense Fox News, nella quale si occupa di alimentazione e salute.
Nel 2020 viene distribuito il film Un figlio di nome Erasmus, diretto da Alberto Ferrari, nel quale interpreta la parte di Alexandra. Nel 2023 interpreta i film My Last Best Friend, per la regia di Filippo M. Prandi, per il quale verrà candidata come miglior attrice al Chelsea Film Festival e Improvvisamente a Natale mi sposo con Diego Abatantuono e Nino Frassica.

## Vita privata

Il pilota brasiliano Ayrton Senna, con cui la Alt ha avuto una relazione clandestina durata quattro anni: l'attrice l'ha poi definito come l'amore più grande della sua vita

Ha sposato il giocatore di hockey su ghiaccio dei New York Rangers Ron Greschner nel 1983. Ha avuto una relazione con Ayrton Senna, dal 1990 fino alla sua morte. Due anni dopo la morte del pilota brasiliano, decide di divorziare da Greschner nel 1996. Nel novembre 2008 la modella ha citato in tribunale l'ex marito, perché non avrebbe diviso i profitti di un investimento, che la coppia fece quando era sposata.
Ha avuto una relazione con l'ex giocatore di hockey su ghiaccio Aleksej Jašin. In passato è stata legata anche agli attori Warren Beatty e Adriano Giannini.
Ha un patrimonio stimato all'incirca di 25 milioni di dollari.

## Filmografia

Carol Alt nel film I miei primi 40 anni (1987)

Carol Alt nel film Il vizio di vivere (1988)

### Attrice

#### Cinema
- Portfolio, regia di Robert Guralnick (1983)
- Via Montenapoleone, regia di Carlo Vanzina (1987)
- I miei primi 40 anni, regia di Carlo Vanzina (1987)
- Bye Bye Baby, regia di Enrico Oldoini (1988)
- Treno di panna, regia di Andrea De Carlo (1988)
- Mortacci, regia di Sergio Citti (1989)
- La più bella del reame, regia di Cesare Ferrario (1989)
- Miliardi, regia di Carlo Vanzina (1991)
- Un piede in paradiso, regia di Enzo Barboni (1991)
- Un orso chiamato Arturo, regia di Sergio Martino (1992)
- Beyond Justice, regia di Duccio Tessari (1992)
- Anni 90 - Parte II, regia di Enrico Oldoini (1993)
- Lame mortali (Ring of Steel), regia di David Frost (1994)
- Thunder in Paradise II, regia di Douglas Schwartz - direct-to-video (1994)
- Incubo mortale (Deadly Past), regia di Tibor Takács (1995)
- Thunder in Paradise 3, regia di Douglas Schwartz - direct-to-video (1995)
- Private Parts, regia di Betty Thomas (1997)
- Un treno verso l'ignoto (Crackerjack 2), regia di Robert Lee (1997)
- The Protector, regia di Jack Gill (1998)
- Storm Trooper, regia di Jim Wynorski (1999)
- Revelation, regia di André van Heerden (1999)
- My Best Friend's Wife, regia di Doug Finelli (2001)
- Lotta di potere - Hitters (Hitters), regia di Eric Weston (2002)
- The Look, regia di David Sigal (2003)
- The Signs of the Cross, regia di John Reidy (2005)
- A Merry Little Christmas, regia di John Dowling Jr. e Karl Fink (2006)
- Mattie Fresno and the Holoflux Universe, regia di Phil Gallo (2007)
- Homo Erectus, regia di Adam Rifkin (2007)
- Twisted Fortune, regia di Victor Varnado (2007)
- The Man Who Came Back, regia di Glen Pitre (2008)
- To Rome with Love, regia di Woody Allen (2012)
- Stealing Chanel, regia di Roberto Mitrotti (2015)
- Un figlio di nome Erasmus, regia di Alberto Ferrari (2020)
- My Last Best Friend, regia di Filippo M. Prandi (2023)
- Improvvisamente a Natale mi sposo, regia di Francesco Patierno (2023)

#### Televisione
- Capitol – soap opera, 1 episodio (1982)
- Houston Knights - Due duri da brivido (Houston Knights) – serie TV, episodio 1x01 (1987)
- Il vizio di vivere, regia di Dino Risi – film TV (1988)
- Detective Stryker (B.L. Stryker) – serie TV, episodio 2x06 (1990)
- Il principe del deserto, regia di Duccio Tessari – miniserie TV (1989)
- Donna d'onore (Vendetta: Secrets of a Mafia Bride), regia di Stuart Margolin – miniserie TV (1990)
- Missione d'amore, regia di Dino Risi – miniserie TV (1993)
- Due vite, un destino, regia di Romolo Guerrieri – miniserie TV (1993)
- Donna d'onore 2 (Vendetta II: The New Mafia), regia di Ralph L. Thomas – miniserie TV (1993)
- Thunder in Paradise – serie TV, 22 episodi (1994)
- Il grande fuoco, regia di Fabrizio Costa – miniserie TV (1995)
- Baywatch Nights – spin-off, episodio 1x01 (1995)
- Wings – sitcom, episodio 7x24 (1996)
- Sotto il cielo dell'Africa – serie TV, 10 episodi (1998)
- Prendimi... se ci riesci! (Catch Me If You Can), regia di Jeffrey Reiner – film TV (1998)
- Amazon – serie TV, 22 episodi (1999-2000)
- Un detective in corsia (Diagnosis Murder) – serie TV, episodi 6x19-6x20 (1999)
- Creature del terrore (Snakehead Terror), regia di Paul Ziller – film TV (2004)
- Swarmed - Lo sciame della paura (Swarmed), regia di Paul Ziller – film TV (2005)
- Nella mente di Kate (Fatal Trust), regia di Philippe Gagnon – film TV (2006)
- Caterina e le sue figlie – serie TV, 6 episodi (2007)
- Piper, regia di Carlo Vanzina – film TV (2007)
- Piper, regia di Francesco Vicario – miniserie TV, 5 puntate (2009)
- Paper Empire – serie TV, 8 episodi (2024)

### Doppiatrice
- Thunder in Paradise Interactive, regia di Robert Weaver – videogioco (1995) - Kelly LaRew
- King of the Hill – serie TV, episodio 3x06 (1998) - Marci
- I Griffin – serie TV, episodio 7x05 (2008) - sè stessa

## Programmi TV
- Gran Premio Internazionale dello Spettacolo (Canale 5, 1987) – valletta
- The Celebrity Apprentice (NBC, 14 episodi, 2008) – concorrente
- Ballando con le stelle (Rai 1, 2009) – concorrente

## Discografia
Singoli
- 1995 – As One in the World

## Libri
- (EN) Model, Incorporated, Harper Collins, 2009, ISBN 0061899631.
- (EN) This Year's Model, Harper Collins, 2009, ISBN 9780061877223.
- (EN) Eating in the Raw. A Beginner's Guide to Getting Slimmer, Feeling Healthier, and Looking Younger the Raw-Food Way, con Nicholas Gonzalez, Clarkson Potter/Ten Speed, 2010, ISBN 0307484130.
- (EN) The Raw 50. 10 Amazing Breakfasts, Lunches, Dinners, Snacks, and Drinks for Your Raw Food Lifestyle, con David Roth, Clarkson Potter/Ten Speed, 2012, ISBN 030748999X.
- (EN) Easy Sexy Raw. 130 Raw Food Recipes, Tools, and Tips to Make You Feel Gorgeous and Satisfied: A Cookbook, Clarkson Potter/Ten Speed, 2012, ISBN 0307888703.
- (EN) Younger Today. The Cell Solution to Youthful Aging and Improved Health, con Vincent Giampapa, Basic Health Publications, Incorporated, 2014, ISBN 1591202639.
- (EN) A Healthy You. Boost Your Energy, Live Cleaner, and Look and Feel Younger Every Day, Dey Street Books, 2015, ISBN 0062393006.
- (EN) Waiting for the Tide to Come In, NANUQ Publishing, 2017, ISBN 097954002X.

## Riconoscimenti
- Chelsea Film Festival
  - 2020 – Candidatura alla miglior attrice per My Last Best Friend

## Doppiatrici italiane
Nelle versioni in italiano delle opere in cui ha recitato, Carol Alt è stata doppiata da:
- Emanuela Rossi in Via Montenapoleone, I miei primi 40 anni, Miliardi, Un orso chiamato Arturo, Il principe del deserto, Donna d'onore, Thunder in Paradise, Sotto il cielo dell'Africa, Caterina e le sue figlie, Piper (film), Piper (miniserie TV)
- Simona Izzo in Bye Bye Baby, La più bella del reame, Un piede in paradiso
- Roberta Greganti in Anni 90 - Parte II, Donna d'onore 2
- Cristina Boraschi in Private Parts, Il grande fuoco
- Margherita Sestito in Il vizio di vivere, Missione d'amore
- Angiola Baggi in Mortacci
- Monica Gravina in Capitol
- Cinzia De Carolis in Detective in corsia
- Alessandra Cassioli in Creature del terrore
- Beatrice Margiotti in Swarmed - Lo sciame della paura
- Pinella Dragani in Nella mente di Kate